# パルフェ・マンダンダ
パルフェ・マンダンダ(Parfait Mandanda , 1989年11月10日 - )は、コンゴ民主共和国出身のサッカー選手である。ロイヤル・エクセル・ムスクロン所属。サッカーコンゴ民主共和国代表。ポジションはGK。

## 経歴
パルフェは、四人兄弟の内の次男として生まれた。兄のスティーヴ・マンダンダが2歳の時にキンシャサからヌヴェールに移住、パルフェはフランスで生まれた。
2011年、シャルルロワSCと契約を結んだ。ファインセーブを連発し、すぐにレギュラーの座を勝ち取った。その後も順調な滑り出しを見せていたが、2014年8月、連敗していたこともありベンチメンバーに変えられてしまった。シャルルロワは好調になり、パルフェの出番は年に約五回ほどになってしまった。
2019年、FCディナモ・ブカレストにレンタル移籍した。
2021年7月20日、ロイヤル・エクセル・ムスクロンに移籍した。